# Kavinsky

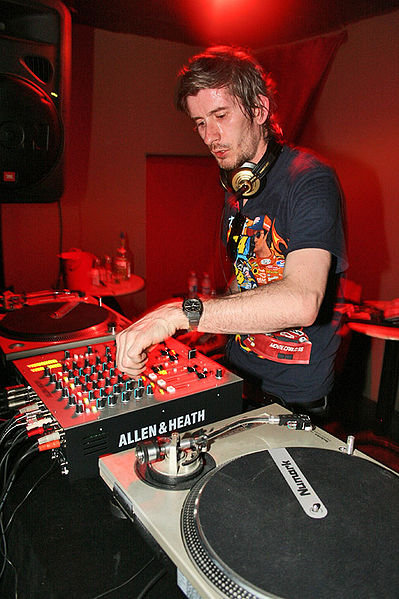
Kavinsky in Montreal (2007)

Kavinsky (* 31. Juli 1975; bürgerlich Vincent Belorgey) ist ein französischer Electro-DJ und Produzent.

## Leben
Der in Paris lebende Vincent Belorgey erschuf 2005 sein Alter Ego Kavinsky. Ab dem Jahr 2006 erschienen auf Record Makers mehrere EPs. Er trat zusammen mit SebastiAn an der Seite des französischen Duos Daft Punk während deren Tour Alive 2007 auf. Außerdem wirkte er im französischen Spielfilm Steak als Schauspieler mit. SebastiAns Remix von Kavinskys Testarossa Autodrive fand im Videospiel Grand Theft Auto IV Verwendung. 
International bekannt wurde er durch den Titelsong Nightcall des Films Drive, den er gemeinsam mit der brasilianischen Sängerin Lovefoxxx aufnahm. Die Single erreichte unter anderem in Frankreich und Belgien die Charts.
Anfang 2013 erschien sein erstes Album OutRun. Im selben Jahr war Roadgame der offizielle Imagesong der Tischtennisweltmeisterschaft in Paris.
Am 11. August 2024 trat Kavinsky zusammen mit Angèle und Phoenix bei der Schlussfeier der Olympischen Sommerspiele 2024 in Paris auf.

## Diskografie (Auswahl)

### Alben
- 2013: OutRun (Record Makers)
- 2022: Reborn (Record Makers)

### Singles und EPs
- 2006: Teddy Boy (Record Makers)
- 2007: 1986 (Record Makers)
- 2008: Blazer (Fool’s Gold Records)
- 2010: Nightcall (feat. Lovefoxxx, Record Makers, DE: Gold; UK: Silber; US: Platin)
- 2012: Protovision (Record Makers)
- 2012: Roadgame (Record Makers)
- 2013: Odd Look (feat. The Weeknd, Record Makers)
- 2021: Renegade (feat. Cautious Clay)
- 2022: Cameo (feat. Kareen Lomax)

### Remixe
- 2007: Klaxons – Gravity Rainbow (Kavinsky Remix) (Unofficial)
- 2008: Sébastien Tellier – Roche (Record Makers)
- 2011: SebastiAn – Embody (Kavinsky Remix) (Big Beat)

## Auszeichnungen für Musikverkäufe
| Goldene Schallplatte - Spanien - 2025: für die Single Nightcall |

Anmerkung: Auszeichnungen in Ländern aus den Charttabellen bzw. Chartboxen sind in ebendiesen zu finden.
| Land/RegionAuszeichnungen für Musikverkäufe (Land/Region, Auszeichnungen, Verkäufe, Quellen) | Silber  | Gold     | Platin  | Diamant     | Verkäufe  | Quellen             |
| -------------------------------------------------------------------------------------------- | ------- | -------- | ------- | ----------- | --------- | ------------------- |
| Belgien (BRMA)                                                                               | —       | 2× Gold2 | —       | —           | 40.000    | ultratop.be         |
| Deutschland (BVMI)                                                                           | —       | Gold1    | —       | —           | 200.000   | musikindustrie.de   |
| Frankreich (SNEP)                                                                            | —       | Gold1    | —       | 2× Diamant2 | 716.666   | FR snepmusique.com  |
| Spanien (Promusicae)                                                                         | —       | Gold1    | —       | —           | 30.000    | elportaldemusica.es |
| Vereinigte Staaten (RIAA)                                                                    | —       | —        | Platin1 | —           | 1.000.000 | riaa.com            |
| Vereinigtes Königreich (BPI)                                                                 | Silber1 | —        | —       | —           | 200.000   | bpi.co.uk           |
| Insgesamt                                                                                    | Silber1 | 5× Gold5 | Platin1 | 2× Diamant2 |           |                     |